# Parc national de Tiveden
Le parc national de Tiveden (en suédois Tivedens nationalpark) est un parc national situé dans les communes de Laxå (Comté d'Örebro) et Karlsborg (comté de Västra Götaland), dans la province historique de Västergötland en Suède. Il couvre 2 030 ha d'une forêt ancienne, sur un terrain au relief accidenté. Le parc national fut fondé en 1983, et est administré par Naturvårdsverket et le comté d'Örebro, bien qu'une partie de sa surface se trouve dans le comté de Västra Götaland.
Le parc est situé dans la forêt de Lilla Tiveden, sur un horst dominant les lacs de Vättern et Unden. Le paysage est très découpé, avec en particulier des vallées de fracture (Sprickdal) formant des profondes entailles. La forêt est aussi très riche en blocs erratiques laissés par les glaciers lors de la dernière glaciation. La couche de sol est très fine et socle de granite du parc affleure un peu partout, ce qui constitue un terrain très difficile pour la végétation. Tiveden est donc dominé par une forêt relativement pauvre de pin sylvestre et d'épicéa commun, mais abrite cependant plusieurs espèces animales et végétales autrement menacées par la sylviculture.
Coincée entre les deux grands lacs de Suède (Vänern et Vättern), à la frontière du Svealand et du Götaland, et dans un terrain très difficile, la région est restée sauvage jusqu'au XVIIe siècle. Mais à partir de la fin du siècle, les développements de la métallurgie et ses besoins en charbon de bois vont amener les hommes vers la forêt qui va ainsi être exploitée jusqu'au XXe siècle. Cependant le relief accidenté de la zone va attirer un important tourisme dès la fin du XIXe siècle mais surtout à partir des années 1940. Ce tourisme va motiver la protection de la zone qui aboutit en 1983 à la création du parc national. En 2017, celui-ci est étendu d'environ 50 %. De nos jours encore, le tourisme est important, avec autour de 100 000 visiteurs par an.

## Toponymie
Le parc national tire son nom de la grande forêt de Tiveden. Le nom peut se rapporter au dieu nordique Týr, et signifierait donc la forêt (ved signifie bois ou forêt) de Týr. Il est aussi possible que le nom ne se réfère pas à un dieu en particulier mais aux dieux en général, le mot tivar désignant l'ensemble des dieux dans l'ancienne langue nordique. Une dernière hypothèse est que le mot ti est à rapprocher du chiffre « deux » (två en suédois moderne), désignant les deux parties de la forêt, qui est traditionnellement divisée en Stora Tiveden au nord du lac Unden et Lilla Tiveden au sud.

## Géographie

### Localisation
Le parc national de Tiveden est situé dans les communes de Laxå du comté d’Örebro et Karlsborg du comté de Västra Götaland. Il s’étend sur une surface de 2 030 ha. Le parc est une petite partie de la vaste forêt appelée Tiveden, dont les limites ne sont pas clairement définies, mais est en général divisé en Stora Tiveden (le grand Tiveden) entre les lacs Skagern et Unden et Lilla Tiveden (le petit Tiveden) entre Unden et Vättern. Le parc national est ainsi la partie centrale mais aussi la zone historiquement la plus inaccessible de Lilla Tiveden.

### Relief

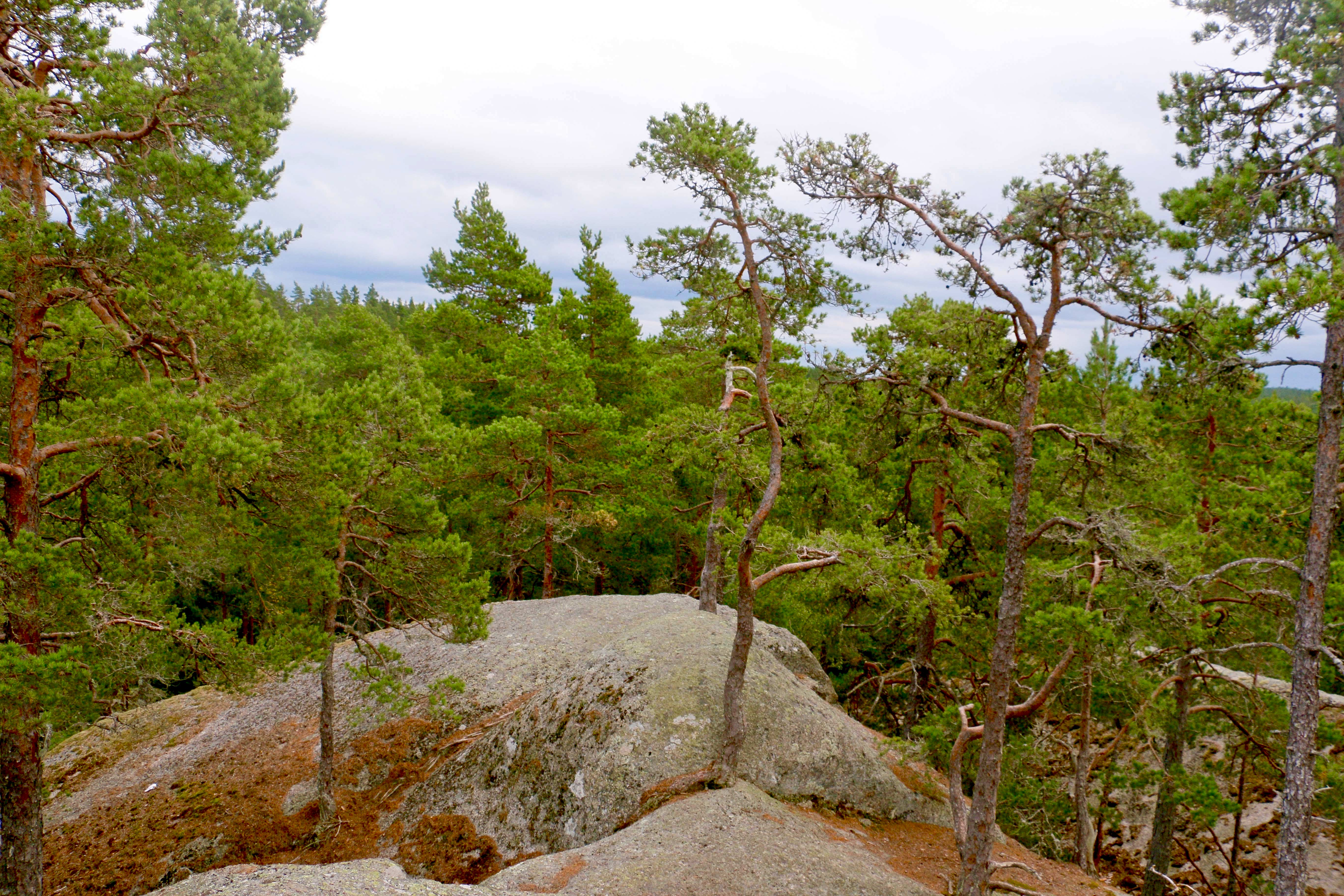
Le sommet Stenkälleklack.

Le paysage du parc est appelé en suédois sprickdalslandskap, littéralement paysage à vallées de fracture. Il s’agit d’un paysage découpé, avec des dénivelés locaux qui peuvent être très importants. Au sein du parc, l’altitude varie entre environ 120 m près des tourbières de Södra Mossasjökärret au sud-est du parc et 240 m à l'est de la rivière Tivedsdalsbäcken. Le relief est découpé par quatre principales vallées de fracture orientées selon un axe général nord-sud : Tarmlångsdalen passant par Vitsand, une vallée entre le lac Stora Trehörningen et la ferme Mon, Lönndalen à la frontière des comtés et Tivedsdalen à l'est. Un grand nombre de petites vallées secondaires plus ou moins profondes parcourent le parc dans différentes direction. Une autre caractéristique du paysage du parc est la présence d’un grand nombre de blocs erratiques.

Carte du Parc national de Tiveden

### Hydrographie
Le parc compte une soixantaine de lacs et étangs formés par des moraines bloquant les vallées ou simplement dans des dépressions locales du terrain. Le plus grand d'entre eux est Stora Trehörningen, en grande partie inclus dans le parc, avec une superficie de 176 ha et une profondeur maximale de 31 m. Les lacs et rivières du parc font partie du bassin versant du fleuve Motala Ström.

### Climat
La présence des grands lacs Vänern et Vättern a tendance à adoucir le climat de la région, cependant, du fait de son altitude, le parc de Tiveden a un climat nettement plus froid et humide que les zones alentour. Globalement, le climat est un climat continental humide (Dfb selon la classification de Köppen).
| Mois                              | jan. | fév. | mars | avril | mai  | juin | jui. | août | sep. | oct. | nov. | déc. | année |
| --------------------------------- | ---- | ---- | ---- | ----- | ---- | ---- | ---- | ---- | ---- | ---- | ---- | ---- | ----- |
| Température minimale moyenne (°C) | −6,5 | −7,3 | −4,9 | −0,7  | 4    | 8    | 10,5 | 9,5  | 6,2  | 2,6  | −1,2 | −4,7 | 1,3   |
| Température moyenne (°C)          | −3,6 | −3,7 | −0,6 | 4,4   | 10   | 13,9 | 16,2 | 14,9 | 10,8 | 6,1  | 1,4  | −2   | 5,7   |
| Température maximale moyenne (°C) | −0,8 | −0,2 | 3,7  | 9,4   | 16   | 19,9 | 22   | 20,4 | 15,4 | 9,6  | 4,1  | 0,8  | 10,1  |
| Précipitations (mm)               | 38,4 | 29,2 | 29,4 | 36,8  | 42,3 | 58,2 | 67,8 | 78,8 | 57   | 55,9 | 53,7 | 46,2 | 604   |

| Diagramme climatique                                  |              |             |             |         |           |            |             |           |            |             |             |
| J                                                     | F            | M           | A           | M       | J         | J          | A           | S         | O          | N           | D           |
| −0,8−6,538,4                                          | −0,2−7,329,2 | 3,7−4,929,4 | 9,4−0,736,8 | 16442,3 | 19,9858,2 | 2210,567,8 | 20,49,578,8 | 15,46,257 | 9,62,655,9 | 4,1−1,253,7 | 0,8−4,746,2 |
| Moyennes : • Temp. maxi et mini °C • Précipitation mm |              |             |             |         |           |            |             |           |            |             |             |

## Géologie
La région de Tiveden est caractérisée par de grandes variations de roches. Cependant, le parc lui-même comprend principalement du granite formé il y a 1 800 millions d’années, caractéristique de la province ignée transcandinave. Très localement, le socle granitique comprend quelques intrusions de roches volcaniques basiques telles que du diabase supportant une flore plus riche.
L’altitude de Tiveden par rapport aux lacs Unden et Vättern est dû à d’importantes failles. Le bloc de Tiveden forme un horst tandis que les lacs de Vättern et Unden sont des grabens. Cet ensemble de failles orientées nord-sud est aussi responsable des principales vallées de fracture. Le paysage actuel est très influencé par les glaciations. La marque la plus visible est le grand nombre de blocs erratiques dans le paysage. Les glaciers ont aussi retiré l’essentiel du sol du parc et n'ont laissé qu’une maigre couche de moraines, et le socle est donc fréquemment à nu dans le paysage. Une exception est une petite zone près de Vitsand où le sol est recouvert de sable, en particulier sur la côte du lac Stora Trehörningen, formant une zone appréciée par les baigneurs. De même, au nord de Lilla Trehörningen, on peut distinguer un esker.

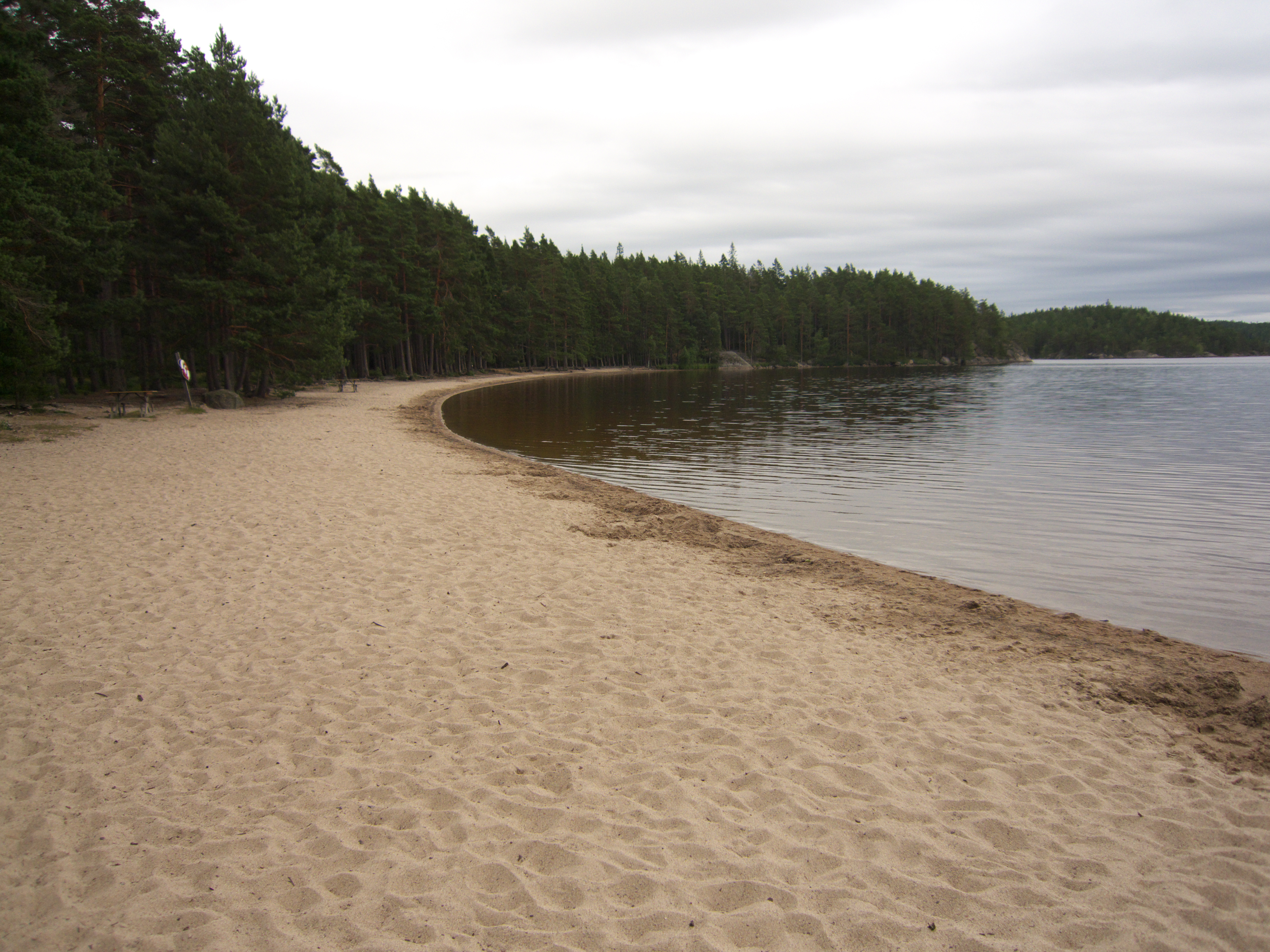
La plage de Vitsand sur lac de Stora Trehörningen.
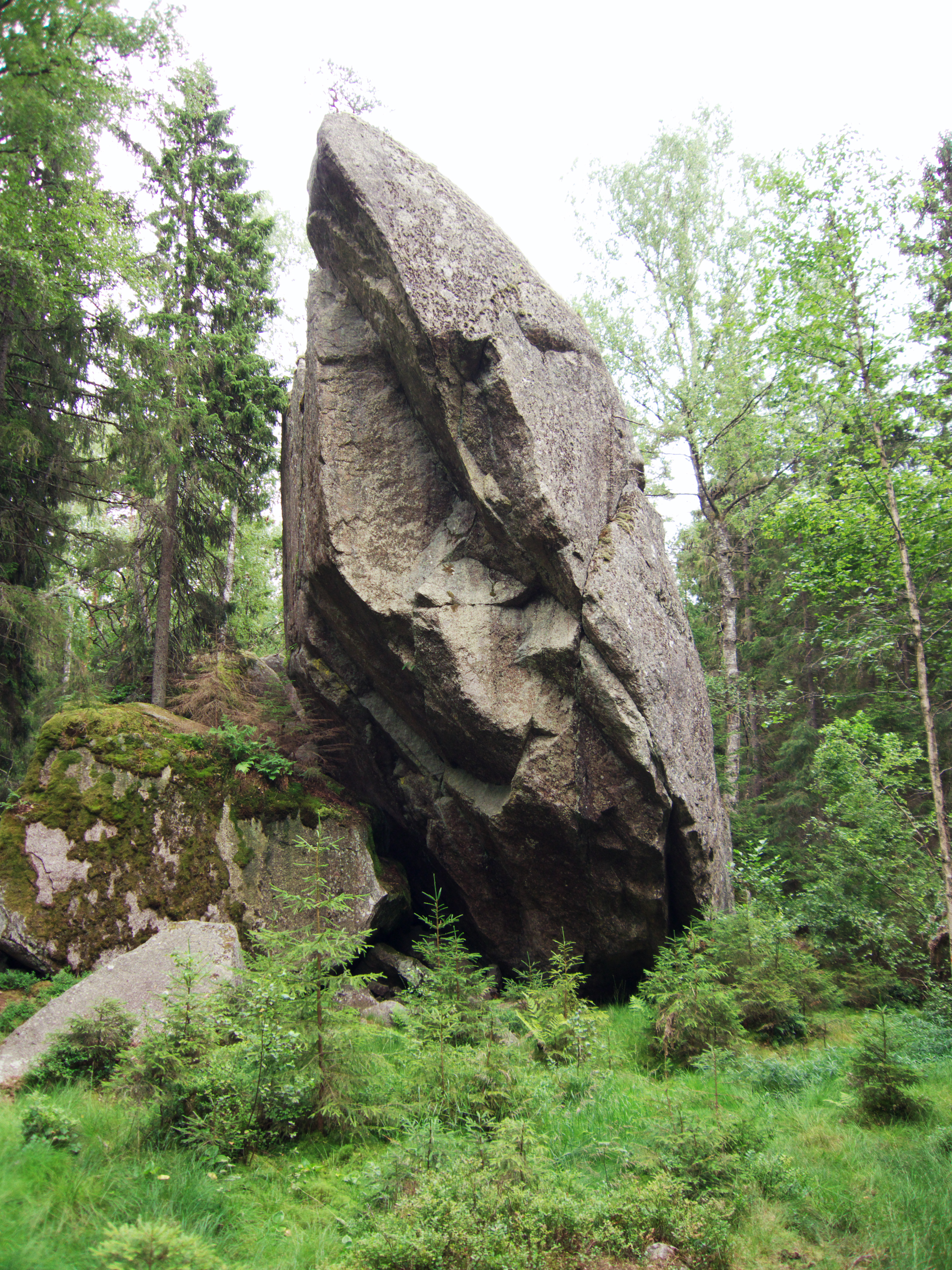
Junker Jägares sten, un bloc erratique de 15 m de haut[S 6].
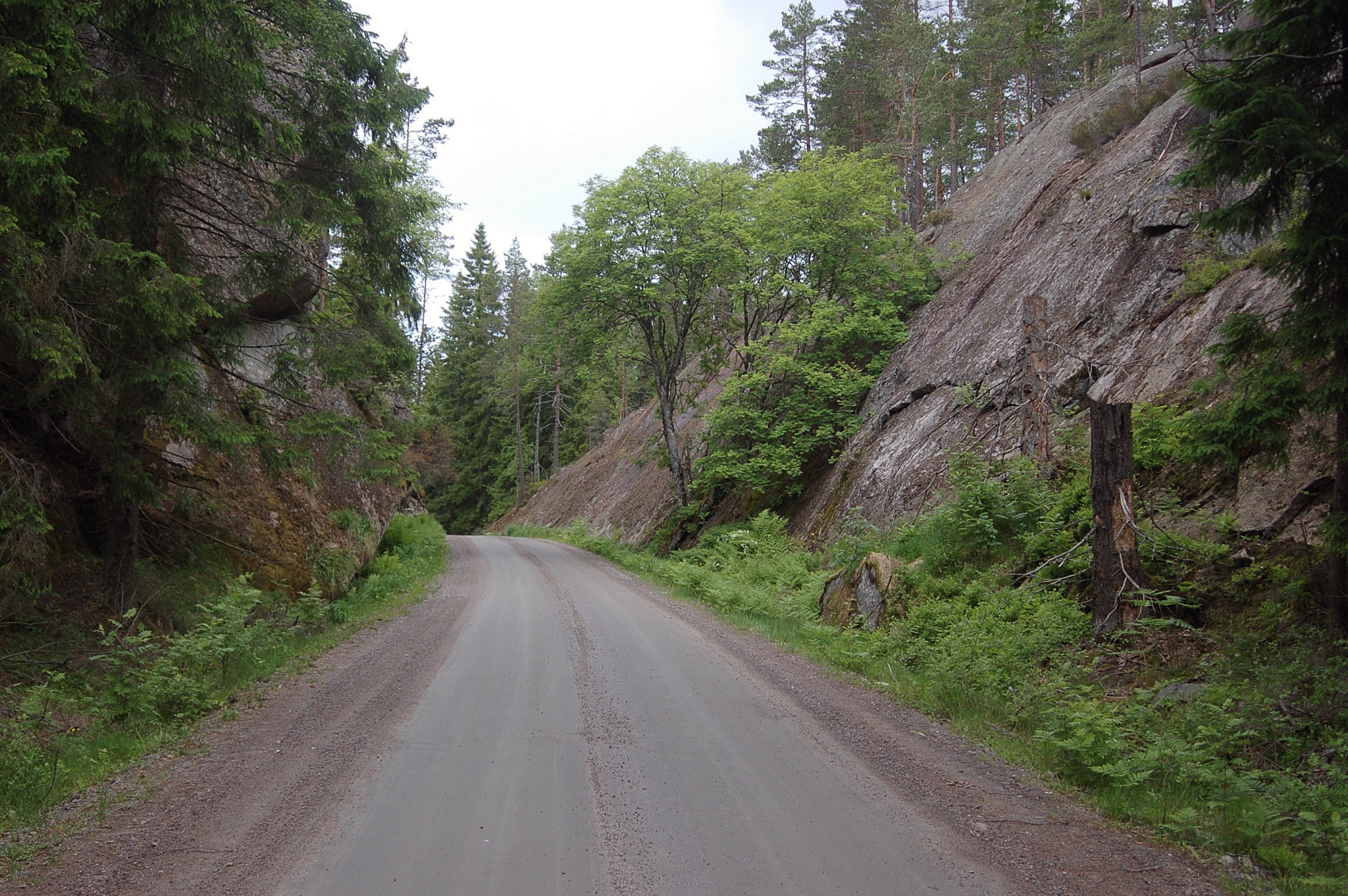
Route au niveau de Stigmanpasset, une étroite vallée de fracture.
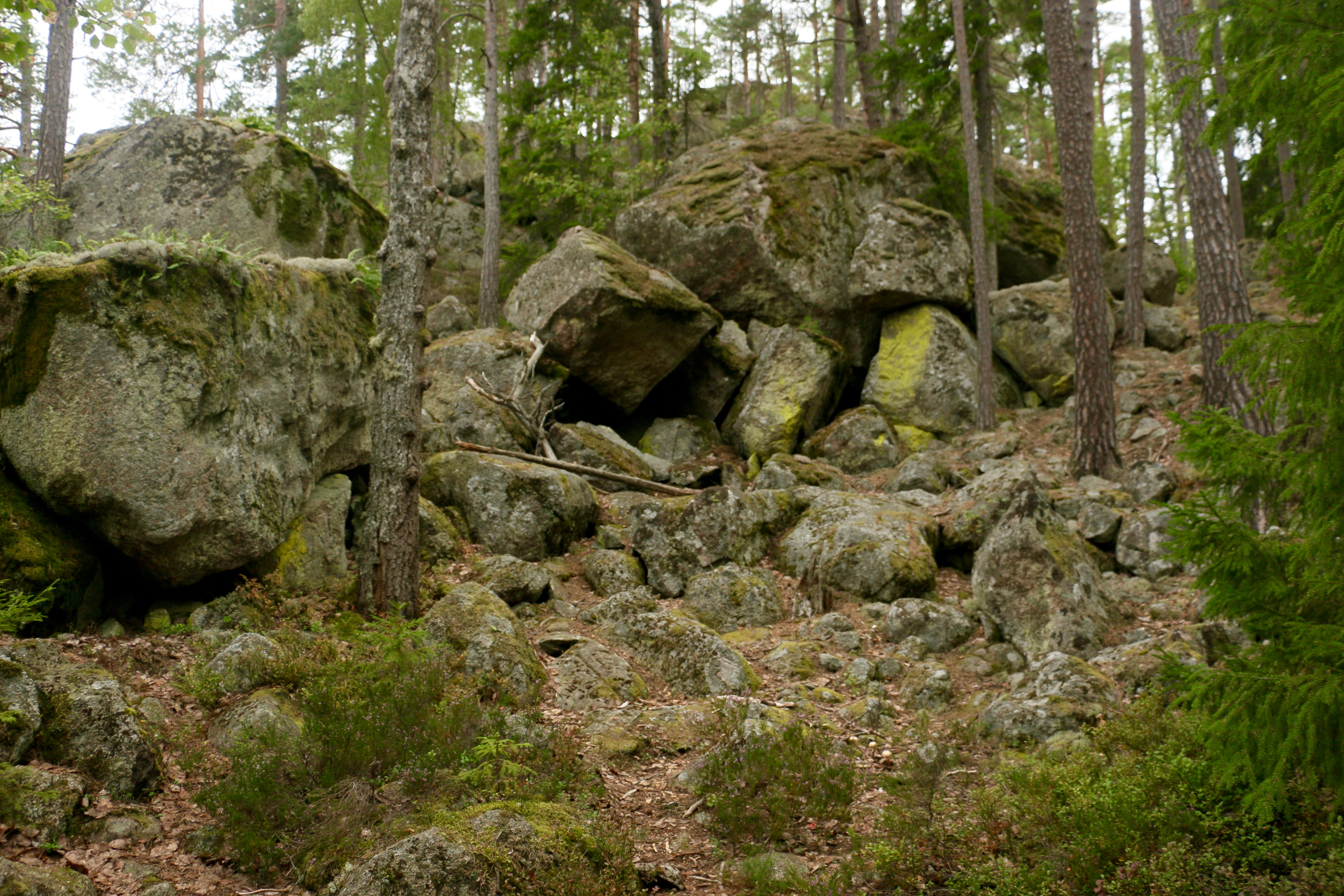
Paysage chaotique du parc.

## Milieux naturels

### Flore
La végétation du parc est nettement dominée par une forêt de pin sylvestre (Pinus sylvestris) relativement pauvre, ce qui est dû en particulier à la très faible épaisseur du sol. Les sous-bois sont typiquement recouverts de lichens, en particulier du genre Cladonia, d'airelles rouges (Vaccinium vitis-idaea) et de callune (Calluna vulgaris). Dans les zones les plus dénudées, la forêt est éparse et compte souvent des pins de 200 à 300 ans, protégés de l'exploitation du fait de leur inaccessibilité. Bien que la forêt ait été dans l'ensemble exploitée dans le passé, un grand nombre d'espèces caractéristiques des forêts primaires ont pu survivre dans ces refuges, en particulier de mousses et lichens. En dehors de ces zones dénudées, la forêt de pin est plus dense et parfois mêlée à de l'épicéa commun (Picea abies) ou des buissons de genévrier (Juniperus communis). Lorsque la couche de sol est plus épaisse, les épicéas tendent à dominer, et sont parfois accompagnés de quelques feuillus tels que le bouleau verruqueux (Betula pendula), le bouleau pubescent (Betula pubescens) ou le tremble (Populus tremula). Les sous-bois sont couverts d'airelle rouge et de myrtille (Vaccinium myrtillus) sur un tapis de mousses Pleurozium schreberi ou Hylocomium splendens. Très localement, typiquement au niveau des intrusions de roches volcaniques basiques, la végétation est plus riche, avec par exemple de l'anémone hépatique (Hepatica nobilis), de l'anémone sylvie (Anemone nemorosa), Carex digitata, du noisetier (Corylus avellana) ou de la vesce des bois (Vicia sylvatica).
Le parc compte aussi des forêts plus humides, souvent à proximité des lacs ou tourbières, avec une grande variabilité. L'essence principale peut être du pin, de l'épicéa ou même des feuillus et les sous-bois se rapprochent plus des végétations de zones humides avec des laîches, de la myrte des marais (Myrica gale) ou encore de la myrtille des marais (Vaccinium uliginosum). Il y a dans l'ensemble peu de tourbières ouvertes (sans couverture boisée) dans le parc, à l'exception de Tolvtingsmossen et des petites surfaces autour des lacs.

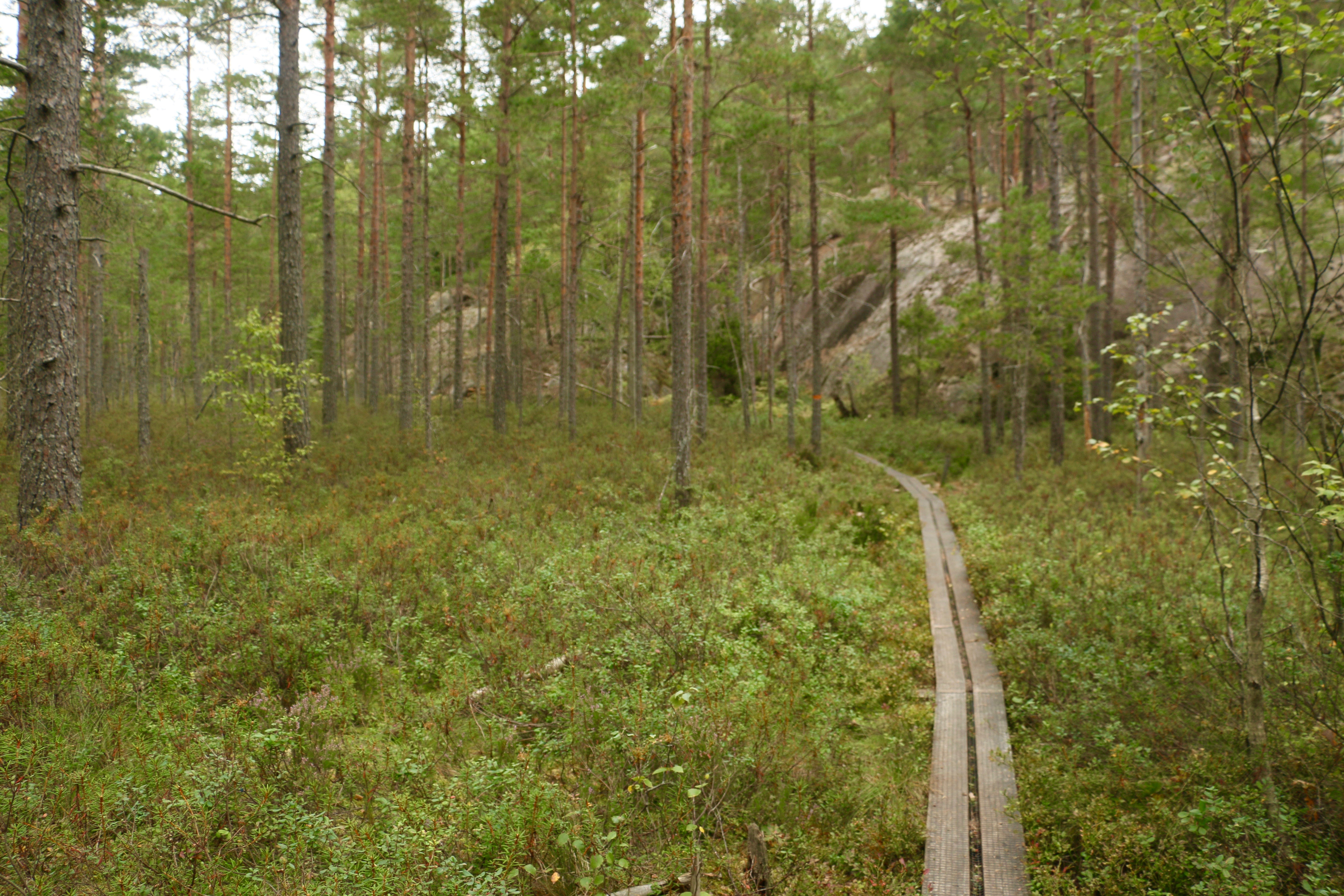
Forêt de Tiveden.
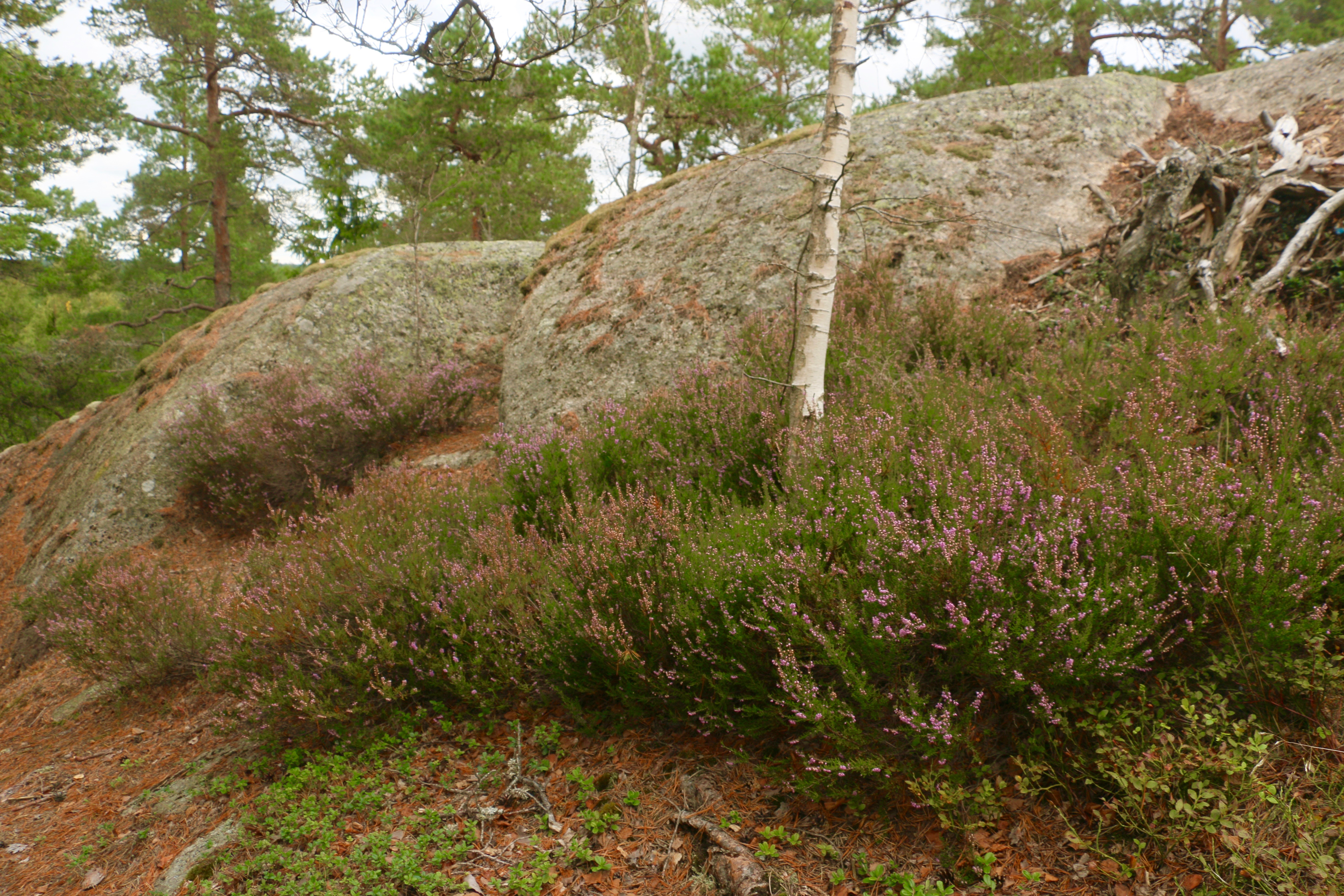
Bruyère callune près de Stenkälleklack.
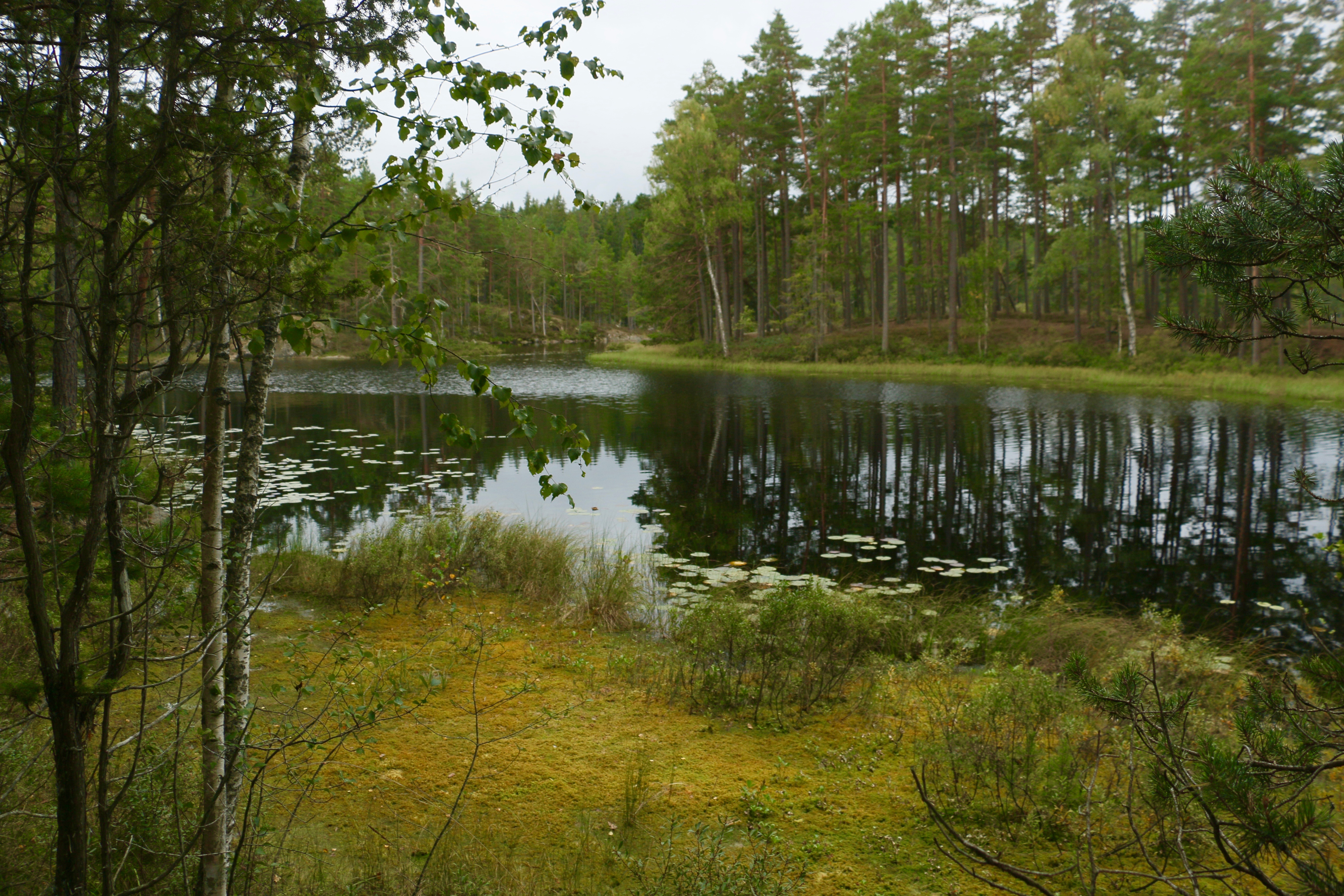
La baie Östgötaviken du lac Stora Trehörningen.

### Faune
Le parc compte un certain nombre de grands mammifères, tels que l'élan (Alces alces), le chevreuil (Capreolus capreolus) et le lynx boréal (Lynx lynx) mais les populations sont relativement faibles. En revanche, le parc est important pour la population de loups gris (Canis lupus) qui est une espèce protégée en Suède. En effet, en 2013, un couple de loups en provenance de Russie-Finlande qui s'était aventuré dans le Nord de la Suède (et entrait donc en conflit avec l'élevage de rennes) fut déplacé vers Tiveden, une zone où les conflits avec les éleveurs sont nettement moindres. La population de loup scandinave est isolée du foyer de Finlande-Russie et est extrêmement consanguine, ces loups sont donc très précieux pour diversifier le patrimoine génétique scandinave. Le déplacement s'est bien déroulé et peu de temps après, le couple eut sa première portée, ces petits ont cependant été abattus les années suivantes lorsqu'ils se sont aventurés eux-mêmes dans le Nord suédois et en Norvège. Le mâle du coupe original a été perdu de vue, mais en 2017, la femelle est encore à Tiveden et constitue l'un des 4 loups de Suède considérés comme les plus importants pour la diversité génétique.
Tout comme pour les mammifères, la population d'oiseaux est peu riche, mais la protection de la forêt favorise les espèces dépendant des forêts anciennes, tels que les pics, dont en particulier le pic tridactyle (Picoides tridactylus), l'engoulevent d'Europe (Caprimulgus europaeus), la nyctale de Tengmalm (Aegolius funereus), la chevêchette d'Europe (Glaucidium passerinum), le grand Tétras (Tetrao urogallus) et la gélinotte des bois (Tetrastes bonasia), plusieurs de ces espèces étant considérées comme menacées en Suède.
Plus récemment, les populations d'insectes ont été étudiées et ont révélé par exemple 775 espèces de coléoptères en particulier liés au bois mort, qui sont en conséquence menacées par la sylviculture dans le reste de la Suède. Il y a en particulier une richesse importante d'espèces liées au tremble (Populus tremula).

## Histoire

### Exploitation historique
Jusqu'au Moyen Âge, la forêt d’épicéa de Tiveden est essentiellement déserte, les villages étant concentrés sur le littoral des lacs. Elle constituait une frontière naturelle entre le Götaland au sud et le Svealand au nord. Ce n’est qu’à partir du XVIIe siècle que la forêt est colonisée en particulier par les Skogfinn. Cependant, des vastes zones restent dépourvues d’habitations, en particulier dans le parc, en grande partie à cause de l’infertilité du sol et de la topographie. Même l'agriculture sur brûlis est inefficace. En revanche, il est possible que des brûlis aient tout de même été réalisés pour améliorer la pâture, mais là encore à l'extérieur du parc. La zone est autrement principalement un terrain de chasse ou de pêche. Il est possible aussi que les herbes des marais furent fauchées pour servir de fourrage. Il y a aussi une certaine production de goudron de pin dans le parc.
La situation change brusquement avec les développements de l’activité métallurgique dans la région. En particulier, les hauts fourneaux de Granvik et Igelbäcken, situés non loin du parc, commencent leur production respectivement en 1685 et 1695. Il est estimé que les premiers abattages réguliers ont lieu entre 1720 et 1753 afin de produire du charbon de bois pour les fourneaux. On peut distinguer dans le parc les traces de plus de 200 charbonnières. Cette activité se poursuit jusqu’au début du XXe siècle et affecte l’essentiel du parc, mais certaines zones restent à la fois peu accessibles et peu rentables et échappent à l'abattage. Outre l'exploitation industrielle, on peut apercevoir près de Vitsand par exemple les traces d'une production de fer des marais à petite échelle. Au XIXe siècle, la forêt est en outre utilisée comme terrain de pâture ce qui affecta négativement les feuillus. En 1923, la production de charbon est arrêtée et remplacée par la production de pâte à papier et de bois.

### Développement du tourisme et protection

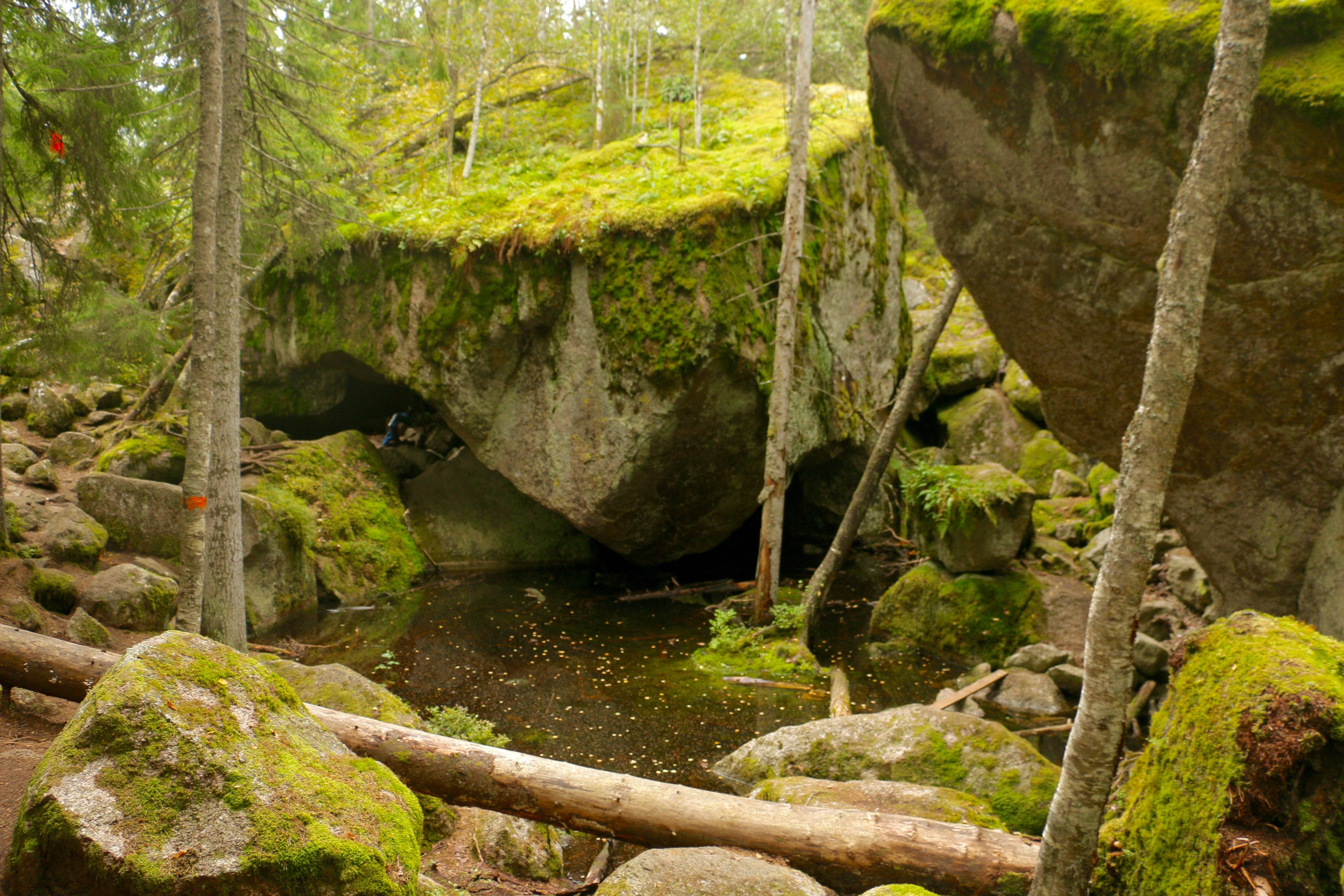
La source Stenkällan, dans un paysage chaotique caractéristique du parc.

La fin du XIXe siècle voit les débuts du tourisme dans l'actuel parc, attiré en particulier par la source Stenkälla. En particulier, le directeur de la forge de Granvik avait l'habitude d'inviter ses contacts sur le site, et il y installe des bancs. L'aristocrate et explorateur Eric von Rosen visite la source en 1942 et grâce à lui, le site gagne en popularité et au début des années 1970, le nombre annuel de visiteurs de la source est estimé à 15 000. Les sites les plus populaires sont protégés un à un comme réserve domaniale : Trollkyrka en 1937, Stenkälla en 1942 et Tärnekullen en 1955, pour un total d'environ 100 ha.
La zone est finalement déclarée parc national en 1983, sur une surface de 1 353 ha afin de protéger un vaste ensemble de forêt sans construction. Les forêts du parc ne sont pas considérées comme d'une grande valeur, ayant été exploitées jusqu'à très récemment, et c'est donc surtout leur valeur touristique qui justifie la création du parc. Cependant, les inventaires effectués après la protection du site révèlent que bien qu'elles ne soient pas primaires, la valeur des forêts avait été sous-estimée. En lien avec la création du parc, de nombreuses infrastructures touristiques sont aménagées telles que deux entrées et 22 km de sentiers additionnels.
En 2008, le deuxième plan directeur des parcs nationaux de Naturvårdsverket propose une extension d'environ 50 % de la surface de Tiveden. Le processus est lancé en 2013 et l'extension est inaugurée le 19 mai 2017. Avec l'extension, le parc mesure 2 030 ha et intègre maintenant l'essentiel du lac Stora Trehörningen ainsi qu'une grande zone de forêt à l'est. Là encore, de nouvelles infrastructures touristiques sont ajoutées, telles qu'une troisième entrée, une augmentation des places de parking et de nouveaux sentiers. À peu près à la même époque que l'extension du parc, une discussion est lancée par un touriste allemand sur le problème de l'exploitation des forêts à proximité immédiate du parc national. En effet, les coupes rases nuisent à l'intégrité visuelle du site et l'entreprise publique Sveaskog, responsable de ces forêts, décide alors qu'environ 2 000 ha de forêts autour du parc doivent être traitées comme une zone tampon, interdisant les coupes rases et privilégiant à la place une coupe sélective pour préserver l'esthétisme mais aussi l'écologie de la forêt. Le fonds mondial pour la nature décide rapidement d'apporter son soutien financier à l'initiative.

## Gestion et administration
Comme pour la plupart des parcs nationaux de Suède, la gestion et l'administration sont divisées entre l'agence suédoise de protection de l'environnement (Naturvårdsverket) et le conseil d'administration des comtés (Länsstyrelse). Naturvårdsverket est chargé de la proposition des nouveaux parcs nationaux, sur consultation des conseils d'administration des comtés et des communes, et la création est entérinée par un vote du parlement. Le terrain est par la suite acheté par l'État, par l'intermédiaire de Naturvårdsverket. La gestion du parc est ensuite principalement entre les mains du comté, mais malgré le fait que le parc de Tiveden soit situé sur le territoire de deux comtés, seul le conseil d'administration du comté d'Örebro est chargé de la gestion du parc.
Le parc est divisé en trois zones pour concilier protection de la nature et tourisme. La zone 3 correspond aux trois entrées du parc, et est destinée aux infrastructures d'accueil des touristes. La zone II est approximativement la moitié nord-ouest du parc, où l'essentiel des sentiers se situent, et cette zone est donc là où l'administration doit intervenir pour minimiser les conflits entre tourisme et protection de la nature, en particulier en favorisant la canalisation des randonneurs. Enfin, la zone I est la zone sauvage du parc, avec peu d'infrastructures et une pression touristique moindre.
Avec l'extension en 2017, plusieurs forêts jeunes sont maintenant incorporées dans le parc, en particulier à l'est. Il est donc prévu d'effectuer des feux de forêt volontaires pour restaurer un certain degré de naturalité, mais aussi pour le bénéfice des espèces animales et végétales dépendant des incendies. De même certaines tourbières qui ont été drainées dans le passé peuvent voir leur hydrologie restaurée. Enfin, de la chaux est utilisée régulièrement pour contrebalancer les effets des pluies acides.

## Tourisme

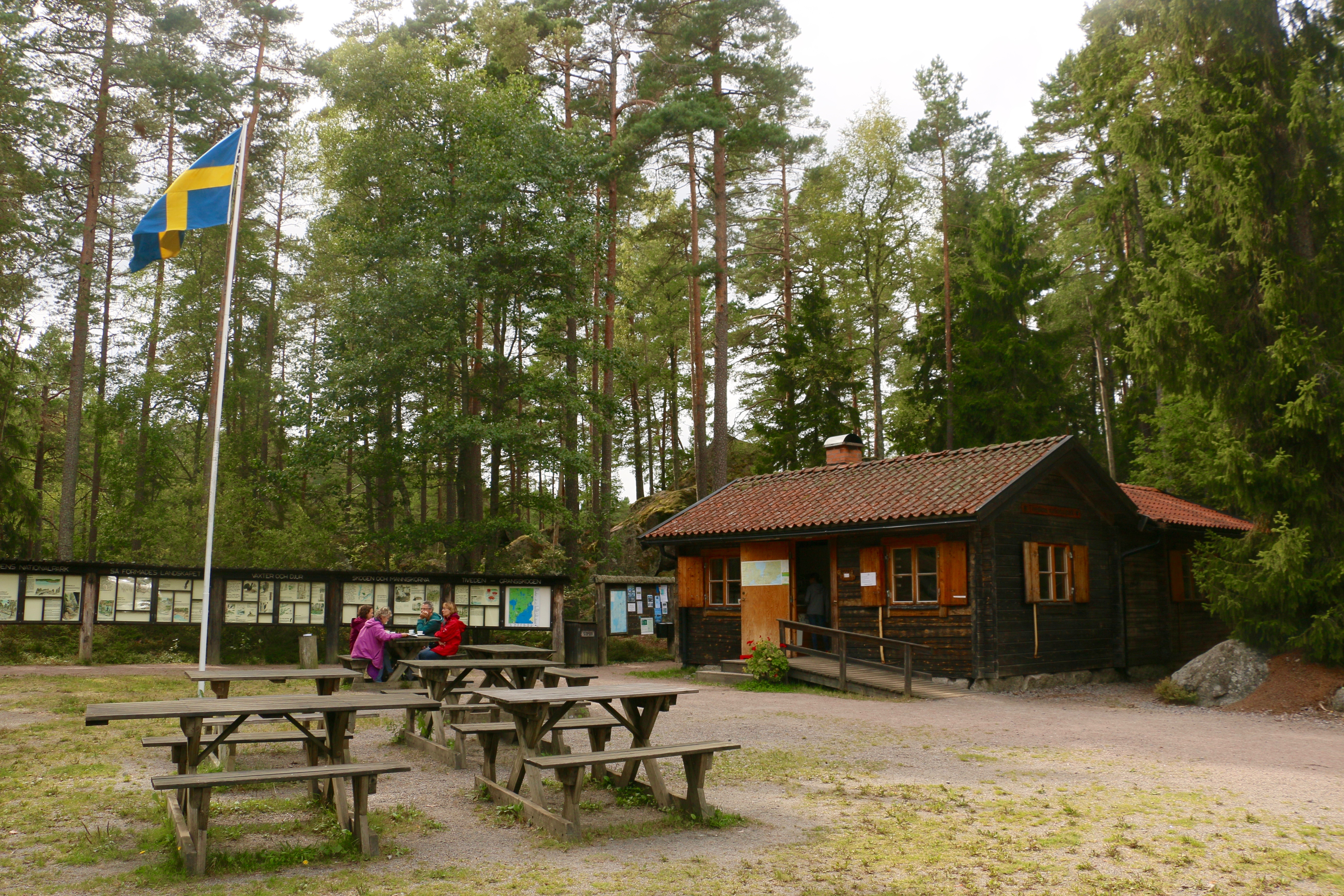
Entrée principale du parc national.

Le parc national de Tiveden est un site touristique populaire avec entre 75 000 et 120 000 visiteurs par an. La plupart des visites ont lieu en été et ne durent que quelques heures. Une étude au niveau de l’entrée principale en 2013 a révélé que la plupart des touristes étaient en provenance de l’Allemagne (45 %), suivis par les touristes suédois (31 %), cependant, dans l’ensemble du parc, il est vraisemblable que la proportion de touristes suédois soit plus importante, en particulier en comptant la plage de Vitsand. Avec l’expansion du parc et le changement des règles favorisant son accès, il est très probable que le nombre de visiteurs augmente. Le parc est très accessible, étant situé non loin de la route nationale 49, elle-même reliée à la route européenne 20.
La randonnée est la principale activité dans le parc, permise par plusieurs sentiers de randonnée, dont le grand Bergslagsleden qui traverse le parc selon un axe nord-sud, et plusieurs sentiers locaux, dont les plus populaires sont Stenkällerundan et Trollkyrkorundan.